# Die Abenteuer von Wolfsblut
Die Abenteuer von Wolfsblut (französisch Croc-Blanc) ist ein französisch-luxemburgisch-amerikanischer Animationsfilm von Alexandre Espigares, der 2018 in die Kinos kam. Der Film basiert auf dem Buch Wolfsblut von Jack London aus dem Jahr 1906.

## Handlung
White Fang, ein Wolfshund, wird bei einem Hundekampf zerfleischt. Der Stadtmarschall Weedon Scott versucht zu schlichten, wird aber von White Fangs Besitzer Beauty Smith überwältigt und mit einem Stock geschlagen. Als die Polizei nach Weedon sucht, flieht dieser.
In einer Rückblende lebt White Fang bei seiner Mutter, einer anderen Wolfshündin. Auf der Suche nach einem Unterschlupf werden sie von einem Luchs angegriffen. White Fangs Mutter gelingt es, das Raubtier zu töten, aber sie wird dabei verletzt. Während Scott nach seiner Flucht vor einem Wolfsrudel mit Hank, einem anderen Marshal, und Jim Hall, einem Kriminellen, der ins Gefängnis gebracht werden soll, sein Nachtlager aufschlägt, machen sich White Fang und ihre Mutter auf die Suche nach Nahrung. Hank bemerkt die beiden und versucht, White Fangs Mutter zu erschießen, um sie wegen ihres verletzten Beins zu töten. Scott hält Hank davon ab, White Fangs Mutter zu töten, und gibt White Fang stattdessen ein Stück Lachs mit der Bemerkung, dass er sich vielleicht in der Zukunft revanchieren könne. White Fang und Kiche treffen schließlich auf das Wolfsrudel, dem Weedon begegnet ist. Kiche wirft den Lachs in Richtung des Rudels, um es abzulenken, so dass sie und Weißer Fang fliehen können.
Auf der Suche nach Nahrung stoßen Weißer Fang und seine Mutter am nächsten Morgen auf ein Lager der Eingeborenen. Als ein Mann namens Drei Adler versucht, White Fangs Mutter, Grauer Biber, zu töten, erkennt ein anderer Mann sie als Kiche, seinen alten Schlittenhund. Drei Adler überlässt Kiche Grauem Biber, der beschließt, sie wieder zu einem Schlittenhund auszubilden. Später kommt Hank zum Lagerplatz, um den Ureinwohnern mitzuteilen, dass ihr Land wegen eines kürzlichen Goldfundes zum Verkauf steht, und Grauer Biber beschließt, das Land zurückzukaufen, indem er Handschuhe aus Biberfell in Fort Yukon verkauft.
Als Grey Beaver herausfindet, dass es auf seiner Seite des Landes keine Biber gibt, beschließt er, Kiche einem Mann namens William zu geben, damit er auf Williams Seite Biber fängt. Nachdem er so viele Fäustlinge verkauft hat, dass er das Land zurückkaufen kann, reist Grey Beaver mit White Fang nach Fort Yukon, wo sie auf Smith treffen. Smith versucht White Fang zu kaufen, um aus ihm einen Kampfhund zu machen, ein Angebot, das Grey Beaver ablehnt. Daraufhin zwingen Smith und sein Kumpan Curtis Grey Beaver, White Fang zu verkaufen, nachdem sie ihm in der Nacht zuvor das Geld gestohlen haben.
Smith und Curtis nehmen White Fang zu Hundekämpfen mit, wo er alle Kämpfe gewinnt, auch den gegen einen Luchs. Schließlich kämpft er gegen zwei Hunde und wird ohnmächtig, nachdem sie ihn im Ring zerfleischt haben. White Fang wacht in der Nähe einer Hütte auf, in der ein verletzter Weedon und seine Frau Maggie leben. Am nächsten Morgen stellen Weedon und Maggie fest, dass White Fang durch ein Loch in ihrem Hühnerstall geflogen ist und einige Vögel getötet hat. Maggie verschließt das Loch und lässt White Fang drin, nachdem sie ihm gesagt hat, dass er die Hühner nicht töten darf. Dann kehrt sie zu Weedon zurück, um ihm zu sagen, dass sie schwanger ist, und sie beschließen, nach San Francisco zurückzukehren. Danach sehen sie nach White Fang, der sich mit den Hühnern im Stall ausruht.
Nachdem Scott und Maggie White Fang von Smith und Curtis zurückgeholt haben, bittet Smith Hall, der kürzlich aus dem Gefängnis ausgebrochen ist, um Hilfe, um das Paar zu überfallen. Während White Fang und Scott umherirren, greift Hall sie an. White Fang und Scott können ihn abwehren und eilen nach Hause, wo sie feststellen, dass Maggie von Curtis und Smith mit einem Messer bedroht wird. Smith versucht, Scott mit seinem Stock zu schlagen, als White Fang ihn abfängt, ihm den Stock entreißt und ihn mit seinem Maul zerreißt. Nach einem zermürbenden Kampf und einer Verfolgungsjagd werden Curtis, Smith und Hall von Hank ins Gefängnis eskortiert.
Erschöpft und glücklich über ihr neues Leben fahren Scott und Maggie mit Weißer Fang nach San Francisco. Doch als Scott Weißer Fang traurig in den Wald zurückblicken sieht, beschließt er, ihn in der Wildnis auszusetzen. Weißer Fang rennt so schnell er kann in den Wald, bis er eine Klippe erreicht. Dann heult er so laut, dass Grauer Biber, Kiche und William ihn hören können. Nachdem er geweint hat, rennt er zurück in den Wald.

## Besetzung und Synchronisation
Die deutschsprachige Synchronisation entstand nach einem Dialogbuch und unter der Dialogregie von Stefan Fredrich durch die Christa Kistner Synchronproduktion GmbH.
| Rolle        | Originalsprecher | Deutscher Sprecher |
| ------------ | ---------------- | ------------------ |
| Beauty Smith | Paul Giamatti    | Tim Moeseritz      |
| Grey Beaver  | Eddie Spears     | Kaspar Eichel      |
| Maggie Scott | Rashida Jones    | Marion Musiol      |
| Weeden Scott | Nick Offerman    | Torben Liebrecht   |

## Produktion
Die Produktion des Films begann 2014 mit einem ersten Drehbuchentwurf von Philippe Lioret, der später von Regisseur Espigares überarbeitet wurde. Der Film wurde mit einer gemischten Animationstechnik gedreht, bestehend aus Motion Capture für die Animation der Menschen, gefolgt von Keyframe-Animation für eine glaubwürdige Interpretation der Charaktere und dem Einsatz von Farbe für die Farbgebung.
Regisseur Alexandre Espigares bezeichnete sich als Bewunderer des italienischen Kinos. Für Die Abenteuer von Wolfsblut ließ er sich von Corbuccis Leichen pflastern seinen Weg und Django, aber auch von Sydney Pollacks Jeremiah Johnson und John Milius’ Conan der Barbar.
Die Regionen Lothringen und Elsass beteiligten sich mit 150.000 € bzw. 50.000 € an dem Film. Im Gegenzug verpflichtete sich die Produktion, Unternehmen aus der Region zu beschäftigen. Die Animation wurde von drei Studios in La Réunion, in der Region Provence-Alpes-Côte d’Azur und in Saint-Quirin. Um den Film so realistisch wie möglich zu gestalten, tauchte das Team im November 2016 zwei Tage lang im Parc animalier de Sainte-Croix in Rhodes in die Welt der Wölfe ein.

## Veröffentlichung
Der Film wurde auf dem Sundance Film Festival im Januar 2018 uraufgeführt und nach einem begrenzten Kinostart in Frankreich und den Vereinigten Staaten erwarb Netflix den Film und veröffentlichte ihn noch im selben Jahr, am 6. Juli 2018.

## Rezeption

### Kritiken
Guy Lodge von Variety bezeichnete den Film als „eine visuell wunderbare, dramaturgisch uneinheitliche Interpretation“ der Vorlage und schrieb, dass „die Sympathie für Hunde eine Sache ist, die dieser gutherzige, wunderschön konzipierte, aber etwas zahnlose Film 'White Fang' durchweg richtig macht“. Lodge kritisierte das Tempo des Films, die Synchronsprecher und den Mangel an Persönlichkeit, lobte aber die Animation und den künstlerischen Stil und meinte, es sei ein unterhaltsamer Film für die Zielgruppe der kleinen Kinder.
Kate Erbland von IndieWire gab dem Film eine B-Note und schrieb, er biete „warmen Charme und oft atemberaubende Animationen“ und lobte seine Animation und Botschaft.

### Auszeichnungen
| Jahr | Auszeichnung                          | Kategorie                             | Resultat  |
| ---- | ------------------------------------- | ------------------------------------- | --------- |
| 2016 | Festival d’Animation Annecy           | Gan Foundation Award for Distribution | Gewonnen  |
| 2018 | Europäischer Filmpreis                | Bester Animationsfilm                 | Nominiert |
| 2018 | Filmfest Hamburg                      | Michel Award                          | Nominiert |
| 2018 | Hollywood Music in Media Awards       | Best Original Score - Animated Film   | Nominiert |
| 2018 | Internationales Filmfestival Shanghai | 21st Golden Goblet Awards             | Nominiert |